# Michel Régnier
Pour les articles homonymes, voir Régnier.
Ne pas confondre avec Michel Régnier, dit Greg (1931-1999), dessinateur de bande dessinée belge
Michel Régnier est un réalisateur, directeur de la photographie, monteur et écrivain québécois d'origine française né le 19 août 1934 à Jargeau (Loiret).
Il a publié romans, essais, nouvelles et poèmes, et réalisé de nombreux documentaires en Amérique, Europe, Afrique et Asie, traitant notamment d'urbanisme, d'éducation, de santé, de conflits sociopolitiques. Il est membre des associations Citoyen du Monde et Amnesty International. Ses films et ses livres s'inscrivent dans la poursuite d'une meilleure compréhension Nord-Sud.

## Biographie
Né à Jargeau, près d'Orléans, où son père était artisan et fabriquait des poulies en bois, Michel Régnier a été à l'école à Jargeau puis au collège de Châteauneuf-sur-Loire. 
Plus tard, il a appris la photographie à Verdun (Meuse). Il a été l'un des plus jeunes reporters photographes de France pour le quotidien régional français Le Républicain lorrain ; il s'est perfectionné durant trois années en Afrique notamment à l'État Major de l'AOF (Afrique-Occidentale française) à Dakar puis au service de l'information à Abidjan en Côte d'Ivoire où il a réalisé ses premiers films.
Immigré au Canada en 1957, il s'y est définitivement consacré au cinéma documentaire, durant trente-deux ans à l'Office national du film du Canada, où il s'est spécialisé dans la réalisation de films-outils, éducatifs, pédagogiques, et de grands reportages et études sur les questions prioritaires du Tiers-Monde. Sa filmographie compte plus de cent-cinquante documentaires, axés principalement sur les problèmes d'éducation, santé, habitat, urbanisme, et les grands bouleversements entraînés par les conflits sociaux, ethniques, et les guerres, dans une cinquantaine de pays sur quatre continents. 
À l'instar de ses films, ses livres (essais, romans, nouvelles, etc.) sont une constante recherche d'une meilleure compréhension entre le Nord et le Sud.
De double nationalité, française et canadienne, Michel Régnier revendique surtout sa troisième : Citoyen du Monde depuis quarante ans. Membre également d'unde des branches d'OXFAM et d'Amnesty International, il a collaboré avec les grandes agences humanitaires telles que l'UNICEF, l'OMS, le HCR (Commissariat des Nations unies pour les réfugiés), le PNUD (Programme des Nations unies pour le développement), l'UNRDO[Quoi ?][réf. souhaitée], la FAO (Organisation des Nations unies pour l'alimentation et l'agriculture), la Croix Rouge Internationale, avec l'ACDI (Agence Canadienne de Développement International) et de nombreuses ONG nord-américaines, européennes et asiatiques. Son épouse, la peintre et graveur Yukari Ochiai l'a constamment soutenu dans sa démarche.
Adversaire têtu de la mondialisation et de la déculturation accélérée par l'Internet, Michel Régnier voyage et travaille avec en tête ces deux citations :
- Tibor Mende : « La compréhension d'un pays est inversement proportionnelle au prix de la chambre d'hôtel ».
- Albert Camus : « Toute personne persécutée ne relève pas d'un état, mais de l'Humanité entière ».

## Filmographie

### Comme réalisateur
- 1967 : Mémoire indienne, film documentaire sur le pavillon des Indiens du Canada de l'Expo 67
- 1968 : L'École des autres
- 1971 : L'Homme et le froid
- 1972 : Les Taudis
- 1972 : Le Sol urbain
- 1972 : Les Rives
- 1972 : Rénovation urbaine
- 1972 : Réhabilitation des habitations
- 1972 : Où va la ville? (2e partie)
- 1972 : Où va la ville? (1re partie)
- 1972 : Locataires et propriétaires
- 1972 : Le Labyrinthe
- 1972 : Griffontown
- 1972 : Entretien avec Henri Lefebvre
- 1972 : Concordia II
- 1972 : Concordia I
- 1972 : L'Automobile
- 1972 : L'Attitude néerlandaise
- 1973 : Nouvelles villes britanniques
- 1974 : Warsaw - Québec: How Not to Destroy a City
- 1974 : Saskatoon: Land and Growth Control
- 1974 : Sapporo: Planned Growth
- 1974 : New York - Twin Parks Project - TV Channel 13
- 1974 : Montréal: The Neighborhood Revived
- 1974 : Grenoble - La Villeneuve: The City Conceived Anew
- 1974 : Düsseldorf: Balanced Urban Growth
- 1974 : City Center and Pedestrians
- 1974 : Bologna: An Ancient City for a New Society
- 1974 : Basingstoke - Runcorn: British New Towns
- 1979 : Surveillance de l'enfant - Avant 1 an
- 1979 : Surveillance de l'enfant - 1 an à 6 ans
- 1979 : Soins prénatals
- 1979 : Soins aux déshydratés
- 1979 : Schistosomiase

le titre de ce film fait référence à la maladie parasitaire Bilharziose
- 1979 : Rougeole
- 1979 : Prise en charge du malade mental
- 1979 : Nutrition - Zones forestières
- 1979 : Nutrition - Pays du Sahel
- 1979 : Nutrition - Madagascar
- 1979 : Diagnostic de la malnutrition
- 1979 : Dermatoses
- 1979 : Centre de santé intégré
- 1980 : Vaccinations
- 1980 : Tuberculose
- 1980 : Trypanomiase
- 1980 : Trachome
- 1980 : Soins d'urgence
- 1980 : Santé dentaire
- 1980 : Onchocercose
- 1980 : Nutrition - Expérience intégrée
- 1980 : Maladies sexuellement transmises et tréponématoses endémiques
- 1980 : Équipes mobiles de santé
- 1980 : L'Eau
- 1980 : Dracunculose
- 1980 : Conjonctivités - Avitaminose A
- 1980 : Cataracte: Glaucome
- 1980 : Assainissement du milieu
- 1980 : Animation rurale - Santé
- 1980 : Action sanitaire des Fokonolona
- 1980 : Accouchement à domicile
- 1980 : La Vie commence en janvier
- 1980 : Un mois à Woukang
- 1982 : Les Enfants du Gumbo
- 1986 : La Casa
- 1987 : Sucre noir
- 1988 : Apsara et tous les enfants du monde
- 1989 : Les Silences de Bolama
- 1991 : Sous les grands arbres
- 1991 : L'Or de Poranga
- 1991 : Le Monde de Fredy Kunz
- 1994 : Elles s'appellent toutes Sarajevo
- 1994 : Aymaras de toujours
- 1997 : Zandile, in the Light of the Ubuntu

### Comme directeur de la photographie
- 1965 : Le Révolutionnaire
- 1967 : Indian Memento
- 1967 : Freedom Africa
- 1967 : The Canadian Pavilion, Expo 67
- 1968 : Zone désignée: le rôle des gouvernements
- 1968 : Une entrevue avec Monique Léonard
- 1968 : Une entrevue avec Mme Louise Bouvrette
- 1968 : Une entrevue avec Mme F. Roland Beaudry
- 1968 : Une entrevue avec M. Lucien Rolland
- 1968 : Une entrevue avec M. Jean-Paul Corbeil
- 1968 : Une entrevue avec M. Hubert Murray
- 1968 : Une entrevue avec M. Guy Monette
- 1968 : Une entrevue avec M. Guy Brossard
- 1968 : Une entrevue avec M. Fernand Coupal
- 1968 : Une entrevue avec M. Edwin B. Martin
- 1968 : saint-Jérôme
- 1968 : Le Rôle des femmes dans le monde du travail
- 1968 : La Promotion industrielle et deux de ses artisans
- 1968 : Portrait d'un syndicaliste et de sa famille: Édouard, Carmen et Luce Gagnon
- 1968 : Place des ouvriers dans l'usine
- 1968 : Lionel Forget
- 1968 : Jean-Robert Ouellet
- 1968 : Jean-Pierre Potvin
- 1968 : Jacques Grandmaison
- 1968 : Fernand Jolicoeur
- 1968 : Étude en 21 points
- 1968 : Édouard Sarrazin
- 1968 : L'École des autres
- 1968 : Dans une nouvelle usine
- 1968 : Confrontation
- 1968 : Conférence de M. Jean Marchand
- 1968 : Le Comité des chômeurs
- 1968 : La Classe des finissantes
- 1968 : À propos d'un colloque
- 1968 : Ce soir-là, Gilles Vigneault...
- 1968 : Patricia et Jean-Baptiste
- 1971 : Mon œil
- 1979 : Surveillance de l'enfant - Avant 1 an
- 1979 : Surveillance de l'enfant - 1 an à 6 ans
- 1979 : Soins prénatals
- 1979 : Soins aux déshydratés
- 1979 : Schistosomiase (film)
- 1979 : Rougeole
- 1979 : Prise en charge du malade mental
- 1979 : Nutrition - Zones forestières
- 1979 : Nutrition - Pays du Sahel
- 1979 : Nutrition - Madagascar
- 1979 : Diagnostic de la malnutrition
- 1979 : Dermatoses
- 1979 : Centre de santé intégré
- 1980 : Vaccinations
- 1980 : Tuberculose
- 1980 : Trypanosomiase
- 1980 : Trachome
- 1980 : Soins d'urgence
- 1980 : Onchocercose
- 1980 : Nutrition - Expérience intégrée
- 1980 : Maladies sexuellement transmises et tréponématoses endémiques
- 1980 : Équipes mobiles de santé
- 1980 : L'Eau
- 1980 : Dracunculose'
- 1980 : Conjonctivités - Avitaminose A
- 1980 : Cataracte: Glaucome
- 1980 : Assainissement du milieu
- 1980 : Animation rurale - Santé
- 1980 : Action sanitaire des Fokonolona
- 1980 : Accouchement à domicile
- 1980 : La Vie commence en janvier
- 1980 : Un mois à Woukang
- 1982 : Les Enfants du Gumbo
- 1997 : Zandile, in the Light of the Ubuntu

### Comme monteur
- 1967 : Indian Memento
- 1968 : L'École des autres
- 1971 : L'Homme et le froid
- 1972 : Les Taudis
- 1972 : Le Sol urbain
- 1972 : Les Rives
- 1972 : Rénovation urbaine
- 1972 : Réhabilitation des habitations
- 1972 : Où va la ville? (2e partie)
- 1972 : Où va la ville? (1re partie)
- 1972 : Locataires et propriétaires
- 1972 : Le Labyrinthe
- 1972 : Griffintown
- 1972 : Entretien avec Henri Lefebvre
- 1972 : Concordia II
- 1972 : Concordia I
- 1972 : L'Automobile
- 1972 : L'Attitude néerlandaise
- 1974 : Warsaw - Québec: How Not to Destroy a City
- 1974 : Saskatoon: Land and Growth Control
- 1974 : Sapporo: Planned Growth
- 1974 : New York - Twin Parks Project - TV Channel 13
- 1974 : Montréal: The Neighborhood Revived
- 1974 : Grenoble - La Villeneuve: The City Conceived Anew
- 1974 : Düsseldorf: Balanced Urban Growth
- 1974 : City Center and Pedestrians
- 1974 : Bologna: An Ancient City for a New Society
- 1974 : Basingstoke - Runcorn: British New Towns
- 1979 : Surveillance de l'enfant - Avant 1 an
- 1979 : Surveillance de l'enfant - 1 an à 6 ans
- 1979 : Soins prénatals
- 1979 : Soins aux déshydratés
- 1979 : Schistosomiase
- 1979 : Rougeole
- 1979 : Prise en charge du malade mental
- 1979 : Nutrition - Zones forestières
- 1979 : Nutrition - Pays du Sahel
- 1979 : Nutrition - Madagascar
- 1979 : Diagnostic de la malnutrition
- 1979 : Dermatoses
- 1979 : Centre de santé intégré
- 1980 : Vaccinations
- 1980 : Tuberculose
- 1980 : Trypanosomiase
- 1980 : Trachome
- 1980 : Soins d'urgence
- 1980 : Santé dentaire
- 1980 : Onchocercose
- 1980 : Nutrition - Expérience intégrée
- 1980 : Maladies sexuellement transmises et tréponématoses endémiques
- 1980 : Équipes mobiles de santé
- 1980 : L'Eau
- 1980 : Dracunculose
- 1980 : Conjonctivités - Avitaminose A
- 1980 : Cataracte: Glaucome
- 1980 : Assainissement du milieu
- 1980 : Animation rurale - Santé
- 1980 : Action sanitaire des Fokonolona
- 1980 : Accouchement à domicile
- 1980 : La Vie commence en janvier
- 1980 : Un mois à Woukang
- 1982 : Les Enfants du Gumbo

### Comme scénariste
- 1974 : New York - Twin Parks Project - TV Channel 13
- 1974 : Montréal: The Neighborhood Revived
- 1974 : City Center and Pedestrians
- 1974 : Bologna: An Ancient City for a New Society
- 1979 : Surveillance de l'enfant - Avant 1 an
- 1979 : Surveillance de l'enfant - 1 an à 6 ans
- 1979 : Soins prénatals
- 1979 : Soins aux déshydratés
- 1979 : Schistosomiase
- 1979 : Rougeole
- 1979 : Prise en charge du malade mental
- 1979 : Nutrition - Zones forestières
- 1979 : Nutrition - Pays du Sahel
- 1979 : Nutrition - Madagascar
- 1979 : Diagnostic de la malnutrition
- 1979 : Dermatoses
- 1979 : Centre de santé intégré
- 1980 : Vaccinations
- 1980 : Tuberculose
- 1980 : Trypanomiase
- 1980 : Trachome
- 1980 : Soins d'urgence
- 1980 : Santé dentaire
- 1980 : Onchocercose
- 1980 : Nutrition - Expérience intégrée
- 1980 : Maladies sexuellement transmises et tréponématoses endémiques
- 1980 : Équipes mobiles de santé
- 1980 : L'Eau
- 1980 : Dracunculose
- 1980 : Conjonctivités - Avitaminose A
- 1980 : Cataracte: Glaucome
- 1980 : Assainissement du milieu
- 1980 : Animation rurale - Santé
- 1980 : Action sanitaire des Fokonolona
- 1980 : Accouchement à domicile